# Val Lewton
Vladimir Ivan Leventon (* 7. Mai 1904 in Jalta, Russisches Kaiserreich; † 14. März 1951 in Hollywood, Kalifornien) war ein (eingebürgerter) US-amerikanischer Filmproduzent und Drehbuchautor. Er schuf das Genre der „denkenden“ Horrorfilme, die den Schrecken eher in der Vorstellung des Zuschauers entstehen lassen, als ihn direkt auf der Leinwand zu zeigen.

## Leben und Werk
Val Lewton wurde als Sohn von Nina Leventon, einer Schwester der Schauspielerin Alla Nazimova und späterer Taufpatin der späteren amerikanischen First Lady Nancy Reagan, 1904 auf der Krim geboren. 1905 siedelte die Familie nach Berlin über. 1909 wanderte er mit seiner Schwester und seiner Mutter in die USA aus. In New York City wuchs er auf und änderte seinen Namen in Val Lewton. Er war offenbar ein konfliktscheues Kind. Sein Leben lang galt er als Leseratte, die sich zudem alle je gelesenen Geschichten merken konnte.
An der Columbia University studierte er Journalismus. Val Lewton schrieb zu dieser Zeit alles, was sich verkaufen ließ: Pulp-Geschichten, Gedichte, Reportagen. Damit es nicht auffiel, dass ein einzelner Mann soviel Material lieferte, verwendete er teilweise Pseudonyme (z. B. auch Carlos Keith, einen Namen, den er später auch für manche Filme verwendete). Seinen Job als Reporter für die Darien-Stamford Review verlor er, als herauskam, dass eine Geschichte von ihm über eine Wagenladung koscherer Hühner, die in der New Yorker Hitzewelle ums Leben kamen, komplett erfunden war. An die ersten Tätigkeiten für das Filmgeschäft kam er in den 1920er Jahren über seine Mutter, die als Story-Editor beim Film tätig war.
Als freier Autor schrieb er mehrere Bücher. 1932 landete er mit No Bed of Her Own einen Bestseller, der im gleichen Jahr mit Clark Gable und Carole Lombard in den Hauptrollen unter dem Titel No Man of Her Own verfilmt wurde. Er wurde Journalist bei MGM und Assistent von David O. Selznick.
Das erste Mal in einem Vorspann erwähnt wurde er in David O. Selznicks Charles-Dickens-Verfilmung Flucht aus Paris aus dem Jahr 1935. Am Drehbuch von Vom Winde verweht (1939) arbeitete er mit, ohne jedoch namentlich genannt zu werden (so stammt z. B. die Szene, in der die Kamera nach oben fährt und hunderte verletzte Bürgerkriegsoldaten zeigt, von ihm).
Anfang der 1940er war die RKO in finanziellen Schwierigkeiten und beschloss deswegen, dem Vorbild der Universal Studios zu folgen und eine Abteilung für billige Horrorfilme zu gründen. Die Filme sollten so günstig produziert werden, dass sie ganz sicher Profit machen würden.
1942 wurde Lewton zum Chef der Horror-Abteilung von RKO ernannt. Er bekam 250 US-Dollar die Woche als Lohn und abgesehen von drei Auflagen völlige (inhaltliche) Freiheit.
Die drei Auflagen waren:
- Jeder fertiggestellte Film durfte ein maximales Budget von 150.000 US-Dollar haben.
- Jeder Film durfte eine maximale Laufzeit von 75 Minuten haben. (Das erleichterte die Auswertung in Doublefeatures.)
- Die Filmtitel werden Val Lewton vorgegeben. (Sie wurden durch Marketing-Tests ermittelt; ab The Curse of the Cat People war es Val Lewton jedoch auch möglich Titel zu wählen.)

Gleich mit dem ersten Film im Jahre 1942 landete Lewton einen Volltreffer. Katzenmenschen (Cat People) mit Simone Simon kostete 134.000 $ und spielte wohl einen Gewinn von 183.000 $ ein (die Quellen gehen hier weit auseinander, manche nennen auch deutlich mehr). Der Erfolg von Katzenmenschen veranlasste die Produktionsfirma RKO, einen ganzen Zyklus ähnlicher Filme in Auftrag zu geben. Insgesamt 11 Filme produzierte Lewton für die RKO, von denen Katzenmenschen, Ich folgte einem Zombie, The Leopard Man und Der Leichendieb zu den bekanntesten gehören. Mehrfach arbeitete er dabei mit den Regisseuren Jacques Tourneur und Mark Robson.
Lewton überraschte seine Auftraggeber durch den hohen Anspruch der B-Movies. Als Basis der Geschichten dienten ihm oftmals literarische Vorlagen (u. a. von Robert Louis Stevenson und Guy de Maupassant), er ließ sich von klassischen Gemälden inspirieren und spickte die Filme mit Zitaten von John Donne, Shakespeare, Hippokrates und Sigmund Freud. Literarische Vorlagen der Filme waren unter anderem: für The Leopard Man die Geschichte Black Alibi von Cornell Woolrich, für Mademoiselle Fifi die gleichnamigen Geschichte von Guy de Maupassant und für Der Leichendieb die Kurzgeschichte Der Leichenräuber von Robert Louis Stevenson. Der Film Isle of the Dead wurde durch Arnold Böcklins Gemäldezyklus Die Toteninsel inspiriert, Bedlam beruht auf dem Bilder-Zyklus A Rake’s Progress (besonders dem achten und letzten Bild) von William Hogarth, der dafür in den Credits sogar eine Nennung als Co-Autor erhielt.
Obwohl Lewton nur als Produzent in den Vorspännen genannt wird, gilt er als die treibende künstlerische Kraft bei diesen Filmen. Er wollte allerdings nicht in mehreren Funktionen genannt werden, da er fürchtete, es sehe so aus, als ob er seine Macht als Produzent missbrauche, um im Vorspann möglichst oft genannt zu werden. So taucht er z. B. in Der Leichendieb und Bedlam unter dem Pseudonym Carlos Keith als Co-Writer auf.
Dank der Erfolge seiner RKO-Filme durfte Val Lewton bei anderen Studios zwei A-Filme produzieren, My Own True Love (1949) für Paramount und Drei Männer für Alison (1950) für MGM. Die Filme gelten als nicht besonders gut. Als Erklärung dient zumeist, dass mit dem größeren Budget die Studios auch größeren Einfluss auf die Filme nahmen. 1951 drehte er dann nochmals ein B-Movie, den Western Trommeln des Todes für die Universal Studios.
In seinen letzten Lebensjahren hatte Lewton eine Reihe gesundheitlicher Probleme, er starb am 14. März 1951 am letzten einer ganzen Reihe von Herzinfarkten.

## Trivia
- Die Duschszene aus The Seventh Victim soll die Duschszene in Hitchcocks Psycho inspiriert haben.
- Der Schatten des Panthers in der Schwimmbadszene von Katzenmenschen ist in Wirklichkeit die Hand von Val Lewton selbst.
- Der Skandal-Song aus Ich folgte einem Zombie beruht auf einer wahren Begebenheit, die Donald R. Hill in seinem Buch Calypso Calaloo beschreibt: In Trinidad beauftragte 1933 ein gehörnter Ehemann eine Calypso-Band einen Song zu schreiben, über seine eigene Frau und ihren Liebhaber, den damaligen Polizeichef von Trinidad. Der Song wurde sehr populär unter dem Titel Country Club Scandal, gesungen von King Radio.
- Der Leopard Dynamite, der in The Leopard Man mitspielt, spielte auch schon den Panther in Katzenmenschen.
- The Ghost Ship konnte 50 Jahre nicht gesehen werden, da die RKO und Lewton einen Urheberrechtsstreit verloren. Es wurde Lewton unterstellt, große Teile des Drehbuchs aus einem anderen Skript übernommen zu haben.
- Lewton war eines der Vorbilder für die Figur des von Kirk Douglas gespielten Filmproduzenten Jonathan Shields in Vincente Minnellis Stadt der Illusionen (1952). In einer Sequenz entwickelt Shields hier das Konzept zu einem neuartigen Horrorfilm, der ohne Effekte auskommt und nur auf die Phantasie des Publikums setzt, mit dem Titel „The Doom of the Cat Men“, eine deutliche Anspielung auf Lewtons Katzenmenschen.[1]
- Martin Scorsese produzierte die TV-Dokumentation Val Lewton: The Man in the Shadows (2007) von Kent Jones und fungierte auch als Off-Erzähler.

## Filmografie
Als Produzent
- 1942: Katzenmenschen (Cat People)
- 1943: Ich folgte einem Zombie (I walked with a zombie)
- 1943: The Leopard Man
- 1943: The Seventh Victim
- 1943: The Ghost Ship
- 1944: The Curse of the Cat People
- 1944: Mademoiselle Fifi
- 1944: Youth Runs Wild
- 1945: Der Leichendieb (The Body Snatcher)
- 1945: Die Todesinsel (Isle of the Dead)
- 1946: Bedlam
- 1949: My Own True Love
- 1950: Drei Männer für Alison (Please Believe Me)
- 1951: Trommeln des Todes (Apache Drums)